# Valea Boroș, Harghita
Valea Boroș (maghiară Borospataka) este un sat în comuna Lunca de Jos din județul Harghita, Transilvania, România.
 Acest articol despre o localitate din județul Harghita este deocamdată un ciot. Puteți ajuta Wikipedia prin completarea lui.